# Украинская библиотека имени Симона Петлюры
Украи́нская библиоте́ка и́мени Симо́на Петлю́ры (фр. Bibliothèque ukrainienne Simon-Petlura, укр. Українська бібліотека ім. Симона Петлюри (Paris)) — общественно-политическая украинская библиотека в Париже, основанная в 1927 году.

## Общие сведения
Библиотека имени Симона Петлюры в Париже является старейшей украинской организацией в Западной Европе. Основана 1927 году по инициативе Комитета памяти Петлюры, который передал на её создание первые фонды. Также значительная поддержка библиотеке была оказана эмигрировавшим в Польшу правительством УНР и редакцией еженедельника «Тризуб».

## Создание
Для создания библиотеки имени С. Петлюры, ряд его соратников в 1927 году организовали Учредительный совет. В его состав вошли: В. Прокопович (председатель), И. Косенко, И. Рудичев, А. Удовиченко и А. Шульгин.
Официальное открытие состоялось 25 мая 1929 года. Усилиями украинской эмиграции библиотека к 1940 году собрала фонды, насчитывавшие около 15 тысяч единиц хранения. Была широко представлена периодическая печать и архивные документы. В состав библиотеки входил музей С. Петлюры, где хранились его личные вещи и обстановка его парижской квартиры. Библиотека имела филиалы в четырёх городах Франции и Люксембурге, выпускала ежегодник.

## Последствия войны
В январе 1941 года фонды библиотеки были конфискованы гестапо, и предположительно вывезены в Германию. Их поиски в послевоенные годы результатов не дали. По некоторым сведениям, значительная часть этих фондов в дальнейшем попала в СССР, где перераспределилась по библиотекам Москвы, Киева и Минска.

## Послевоенное возрождение
После завершения Второй мировой войны, в 1945 году, началось возрождение библиотеки и новая комплектация фондов. В 1968 году библиотеке удалось через суд добиться от правительства ФРГ компенсации своих потерь за годы войны. Это позволило приобрести новое помещение и значительно пополнить собрание.

## Современное состояние
На 2002 год фонды библиотеки составляют более 30 тысяч единиц хранения. Значительную ценность представляет собрание периодической печати и архивных материалов.
При библиотеке восстановлен музей Симона Петлюры. С 1990 года действует постоянная выставка материалов периода Украинской Народной Республики 1917-20 годов. Выпускается ежегодный бюллетень. С 1991 года открыто представительство в Киеве.